# Abraham Cabeliau
Abraham Cabeliau, of ook Cabeljau of in Zweedse literatuur vaak Cabilau (Leiden, 1571 - Stockholm, ca. April 1645) was een Amsterdamse handelaar en burgemeester van Göteborg.

## Leven,Wilde Kust
Cabeliau was afkomstig uit een oud Vlaams geslacht dat na het Beleg van Gent in 1584 naar Engeland was gevlucht. In 1591 liet hij zich als poorter in Amsterdam registreren.
In 1598 voer hij als commies mee op het schip De Zeeridder dat eigendom was van de eveneens uit Vlaanderen afkomstige Nicolaes de Haen. Hij is bekend geworden als de eerste Nederlander die een verslag maakte van een expeditie naar de Wilde Kust (de Noordoostelijke kust van Zuid-Amerika: die van Venezuela, de drie Guyana's en Oostelijk Brazilië). Indianen vertelden hem dat er op de Essequibo geen handel viel te drijven, maar hij voerde wel handel met de Indianen aan de Barima en Amakura.  Afgaande op de verhalen over goud zoals verteld door Walter Raleigh zeilde hij de Orinoco op tot San Thomé. Dit deed hij samen met twee Amsterdamse schepen: de Grote Sphera Mundi onder kapitein Jan Corneliszoon van Leijen en de Kleine Sphera Mundi onder kapitein Adriaen Reijndertsen. Van zijn reis nam hij onder andere verfhout en tabak mee.
Na zijn terugkeer in Middelburg bracht Cabeliau verslag uit aan de Staten-Generaal. Goud had hij niet ontdekt, maar daer is opwaerts voorseecker veel gouts int rycke van Guyana zo ons d’Indiaenen, mitsgaeders de Spaegnaerden selffs, seggen. Verschillende Indianenstammen, zo meldde hij, verwachten dat de Engelsen zullen komen om hen van de Spanjaarden te bevrijden. In zijn rapport Verclaringe vande onbekende ende onbeseijlde voiage van America, beginnende van de rivier Amasonis tot het eylant van Trinidad toe beschreef hij de nog niet veroverde gebieden bij de Orinoco en de Zuid-Amerikaanse kust tot aan de Marañón (een van de bronrivieren van de Amazone).
Hij bezocht tijdens deze reis ook de kust van Suriname. Dat blijkt uit de rivieren die hij noemt: bijvoorbeeld de Marawine (Marowijne), de Surinamo (Suriname) en de Cammawine (Commewijne). Spoedig na Cabeliau zouden verschillende andere Nederlanders koers zetten richting de Wilde Kust om daar handel te gaan drijven. Cabeliau was overigens niet de eerste Nederlander die voet aan wal zette in Guyana. In 1581 was al de nederzetting Nieuw Middelburg aan de Pomeroon gesticht, die echter (waarschijnlijk) in 1596 werd verwoest door de Spanjaarden en Indianen.

## Zweden
In 1607 vertrok hij met zijn vrouw, Maria (of Maeiken) van Leest naar Zweden. Hij werd een vertrouweling van koning Karel IX en later van diens zoon koning Gustaaf Adolf. Hij werd burgemeester van het oude Göteborg en was betrokken bij de stichting van het hedendaagse Göteborg. Veel Nederlanders vertrokken in die tijd naar deze stad. Andere functies van hem waren Intendant der Visserijen, Generaal-boekhouder van de Zweedse kroon en directeur van diverse Maatschappijen van Koophandel. In deze laatste functie is hij onder meer verantwoordelijk voor de stichting van Zweedse nederzettingen langs de Delaware, waaronder Nieuw Zweden in 1638. Hij heeft ook geprobeerd een Perzische handelscompagnie op te richten ten bate van de export van koper. Na zijn overlijden in 1645 werd hij begraven in de Kerk van Riddarholmen.

## Trivia
- De dochter van Cabeliau, Margaretha, was in haar tweede huwelijk getrouwd met Arendt Slots en had in die tijd een buitenechtelijke relatie met koning Gustaaf Adolf. In 1616 werd uit die relatie Gustav Gustavson geboren.
- In 1617 schreef Cabeliau Reeken-konst van de groote seevaert, een belangrijk boek voor de zeevaart waarin werd uiteengezet hoe met een kompas de vier windstreken konden worden bepaald. In dit boek beschreef hij zichzelf als 'commies' en 'liefhebber van de mathematische konsten'.
- Zijn inkomsten gebruikte hij om een eskader schepen te onderhouden ter verdediging van de kust van Zweden. Ook betaalde hij een eskader soldaten voor de verdediging van Stockholm.